# Petr Hájek (poslanec)
Petr Hájek (* 17. června 1957 Brno) je český politik ČSSD, počátkem 21. století starosta Vyškova, krajský zastupitel za Jihomoravský kraj a krátce i poslanec Parlamentu ČR.

## Biografie
Dětství strávil v rodném Brně, od věku deseti let bydlí ve Vyškově. Je ženatý. Absolvoval Přírodovědeckou fakultu Univerzity Jana Evangelisty Purkyně v Brně (obor fyzikální elektronika a optika). Ačkoliv nevystudoval astronomii, působil pak dlouhodobě jako vedoucí hvězdárny ve Vyškově. Astronomií se zabýval ve volném čase již od dětství i na gymnáziu ve Vyškově. Do vyškovské hvězdárny nastoupil jako demonstrátor a od roku 1983 se stal jejím vedoucím. Publikoval v tuzemských i mezinárodních odborných periodikách.
V komunálních volbách roku 1994 neúspěšně kandidoval do zastupitelstva města Vyškov za ČSSD. Zvolen sem byl v komunálních volbách roku 1998, komunálních volbách roku 2002 a komunálních volbách roku 2006. Profesně se k roku 1998 uváděl jako vědecký pracovník-ved. HV Vyškov, následně k roku 2002 coby vědecký pracovník, v roce 2006 jako starosta města. Starostou byl od roku 2002 do roku 2010. Ovšem před koncem funkčního období ho jeho domovská ČSSD vyzvala k rezignaci na starostenský post. Ve funkci zůstal, nicméně strana ho nenominovala na kandidátní listinu pro komunální volby roku 2010.
Od dubna 2000 do ledna 2001 působil jako člen Rady České televize.
V krajských volbách roku 2008 byl zvolen do Zastupitelstva Jihomoravského kraje za ČSSD. Na mandát krajského zastupitele rezignoval 23. června 2011. Ve volbách v roce 2006 kandidoval do poslanecké sněmovny za ČSSD (volební obvod Jihomoravský kraj). Zvolen nebyl, ve sněmovně ovšem zasedl dodatečně jako náhradník v červenci 2009 poté, co poslankyně Zuzana Brzobohatá přešla do evropského parlamentu. Zasedal ve sněmovním výboru pro evropské záležitosti. Ve sněmovně setrval do voleb v roce 2010.
K prosinci 2015 se uvádí jako ředitel Střední odborné školy a středního odborného učiliště Vyškov.